# Малая земля

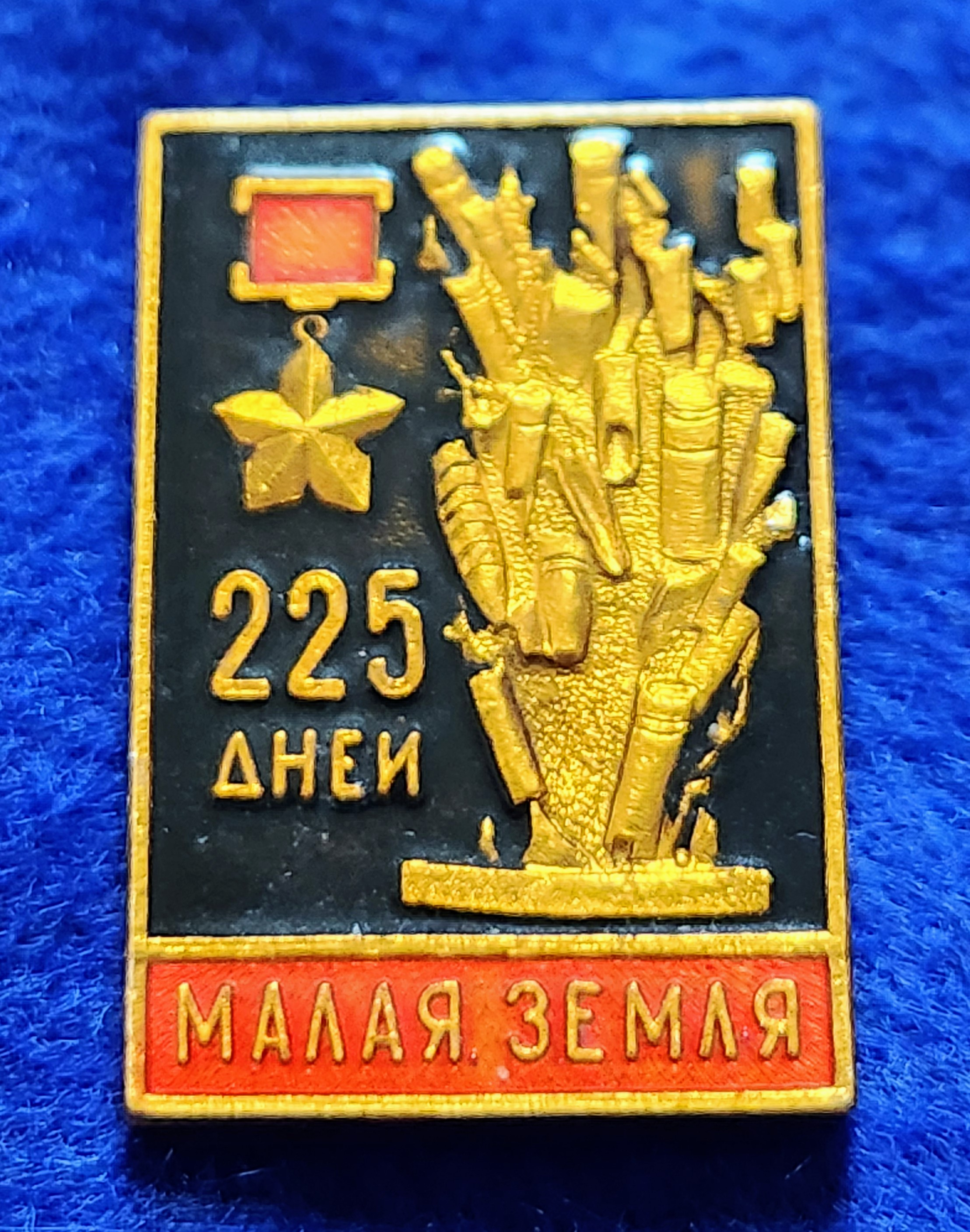
Значок «Малая земля 225 дней», изображающий Мемориальное сооружение «Взрыв», выполненный из крупных осколков и целых болванок снарядов, мин и авиабомб, у въезда в «Долину смерти» на Малой земле. Архитектор Г. Наджарян, 1974, 6-й части мемориального ансамбля посвящённого обороне посёлка Мысхако (известного как «Малая земля»), который удерживался 225 дней, до полного освобождения города Новороссийска в годы Великой Отечественной войны 1941—1945.

«Малая земля» — плацдарм на косе в районе Станички в Новороссийске, образовавшийся 4 февраля 1943 года в результате десантной операции 18-й десантной армии Черноморской группы войск и Черноморского флота, предпринятой с целью освобождения города. Героическая оборона этого клочка земли продолжалась 225 дней и завершилась утром 16 сентября 1943 года освобождением Новороссийска. За мужество и отвагу 21 воин был удостоен высшей степени отличия СССР — звания Герой Советского Союза.

## История

### Предыстория
Обстановка на южной части советско-германского фронта в начале 1943 года складывалась следующим образом:
- советские войска завершали ликвидацию армии Паулюса под Сталинградом;
- шло наступление советских войск на Ростов и Донбасс;
- на Кавказе готовилась наступательная операция на майкопском направлении силами Черноморской группы (18, 46, 47, 56 армии) под командованием генерала Петрова.

Ставка приказала генералу Тюленеву, командующему Закавказским фронтом, подготовить и провести наступление на Краснодар, чтобы перерезать пути снабжения и лишить возможности отхода северокавказскую группировку немецких войск. Разработанный по приказу Ставки план состоял из двух частей: «Горы» и «Море». Первая часть предусматривала наступление в районе Горячего Ключа, выход к Краснодару, его освобождение и дальнейшее наступление, чтобы отрезать пути немецкой группировке, движущейся на Ростов. Часть «Море» предусматривала наступление Черноморской группы по суше с одновременной высадкой морского и воздушного десанта с последующим совместным наступлением на Новороссийск.
11 января 1943 года план был утверждён. По приказу Ставки, его реализация должна была начаться немедленно, поэтому реализация плана «Горы» началась уже на следующий день. Наступление проходило тяжело, но в этой части увенчалось успехом: к 23 января была прорвана оборона немцев южнее Краснодара, и путь вывода немецких войск с Северного Кавказа был отрезан. В ходе боёв, продолжавшихся до начала февраля, советские войска вышли к Азовскому морю и взяли Майкоп. Наступило время для начала морской фазы операции.

### Подготовка десанта
С ноября 1942 года вне связи с планом «Море» разрабатывался план десантной операции в районе Новороссийска. Места и порядок проведения операции были определены: основной десант высаживался с кораблей в районе Южной Озереевки, отвлекающий — в районе Станички. Второй десант должен был дезориентировать противника, создав впечатление десантной операции на широком фронте.
С ноября 1942 года шла подготовка войск: проводились регулярные тренировки, в ходе которых отрабатывались высадка с техникой на необорудованный берег и взаимодействие десанта с кораблями огневой поддержки.
Основная группа десанта под командованием полковника Гордеева состояла из 83-й и 255-й бригад морской пехоты, 165-й стрелковой бригады, отдельного фронтового авиадесантного полка, отдельного пулемётного батальона, 563-го танкового батальона, 29-го истребительно-противотанкового артиллерийского полка. Вспомогательный десант под командованием майора Куникова состоял из 275 бойцов морской пехоты без тяжёлого вооружения.
План предусматривал высадку десанта сразу после прорыва фронта под Новороссийском силами 47-й армии Черноморской группы. Десант должен был высадиться под прикрытием огня кораблей поддержки и авиационной бомбардировки, подавить сопротивление противника на берегу, соединиться с высадившимися воздушными десантниками, после чего прорваться к Новороссийску, соединиться с основными силами, обеспечить блокирование и последующий захват города.
Предварительная подготовка личного состава и отработка собственно действий десанта была проведена вполне качественно. Но как показали последующие трагические события, организация доставки десанта, действия различных участвующих в операции формирований оказались недостаточно согласованными и отработанными. Так, например, десантные группы находились в трёх разных портах, что не могло не создать дополнительные сложности с синхронной доставкой их в точки десантирования. Средства десантирования двигались к точке высадки своим ходом, соответственно, группа кораблей десанта была вынуждена равняться в своём движении по самым тихоходным из них.

### Начало операции
По приказу генерала Петрова десантная операция должна была начаться 4 февраля в 01 час 00 минут (01:00). Непосредственным командующим операцией был вице-адмирал Октябрьский, группой кораблей огневой поддержки командовал вице-адмирал Владимирский, группой кораблей-транспортов с десантом и средств десантирования — контр-адмирал Басистый.
Накладки начались сразу же: уже при погрузке первой группы десанта в Геленджике из-за плохой организации и ненастной погоды выход кораблей задержался на один час двадцать минут. В 0:12 контр-адмирал Басистый сообщил в группу кораблей огневой поддержки о задержке и попросил отложить начало огневой подготовки на полтора часа, одновременно обратившись за соответствующим приказом к командующему. Владимирский, не дожидаясь приказа, передал распоряжение о переносе времени начала операции на свои корабли. В результате группа огневой поддержки оказалась вынуждена находиться вблизи берега, не открывая огня, но при этом демаскируя точку высадки. Узнав о задержке, вице-адмирал Октябрьский потребовал открытия огня согласно плану, но его приказ добрался до кораблей огневой поддержки только через 45 минут после планового времени открытия огня. Авиация вообще не получила никаких приказов об изменении планов, произведя в расчётные сроки бомбовый удар по позициям противника и высадку парашютного десанта. Эффективность огня с кораблей оказалась ниже планируемой: значительная часть огневых средств противника не была подавлена и позже вступила в бой.
Основные силы морского десанта добрались в точку высадки лишь тогда, когда огневая подготовка, под прикрытием которой они должны были высаживаться, подошла к концу. Десантников встретил плотный огонь из всех видов оружия. Канонерские лодки, которые должны были поддерживать десант огнём, не могли подойти к берегу. Высадился лишь первый эшелон десанта, около 1 500 человек с 16 танками, корабли с оставшимися десантниками вынуждены были отойти. В течение трёх суток десант вёл бой, не получая подкреплений и боевых припасов. Небольшой отряд пробился к Станичке, где вёл бой вспомогательный десант, 25 человек соединились с парашютным десантом и были позже сняты кораблями, несколько человек ушли в горы.
Действия вспомогательного десанта, которые готовил и координировал контр-адмирал Холостяков, оказались гораздо более успешными: подойдя к берегу в расчётное время, корабли открыли огонь по огневым точкам противника, поставили дымовую завесу вдоль берега, под прикрытием которой передовой отряд десанта быстро и организованно высадился и закрепился на берегу уже через час. Затем, после высадки основных сил, плацдарм был расширен, десантники захватили несколько кварталов в южной части Станички.
В этот момент советское командование упустило ещё одну возможность: оперативно отдать приказ о переходе кораблей с оставшейся частью основного десанта в район Станички и высадке этих войск там. В сложившейся оперативной обстановке это было единственно верным решением, но Октябрьский не принял его, Петров по каким-то причинам не отдал соответствующего приказа, и лишь после возвращения кораблей в Геленджик и Туапсе, когда ситуация была полностью доложена командующему фронтом, Тюленев лично всё же приказал Октябрьскому высадить остатки десанта на захваченный плацдарм и удерживать его любыми средствами. Но момент внезапности был уже окончательно упущен.
Таким образом, план операции «Море» провалился. Получившие всё-таки подкрепление десантники смогли лишь удерживать захваченный плацдарм, о каком-либо наступлении пока что не могло быть и речи. За плохую подготовку операции и неумелое руководство вице-адмирал Октябрьский был снят с должности и назначен с понижением — командующим Амурской военной флотилией на Дальнем Востоке.

### Оборона Малой земли
Передовой отряд отвлекающего десанта под командованием майора Ц. Л. Куникова, высадившись в районе Станички, быстрыми и решительными действиями обеспечил захват и удержание участка береговой полосы шириной в несколько километров. Майор Ц. Л. Куников был смертельно ранен в ночь на 12 февраля и скончался в госпитале в Геленджике 14 февраля. Он был удостоен звания Героя Советского Союза (посмертно). Плацдарм удалось удержать. Командование принял капитан-лейтенант В. А. Ботылёв, впоследствии при захвате плацдарма в Новороссийске совершивший беспримерный подвиг. В ночь с 9 на 10 сентября 1943 года личный состав батальона (который называли куниковским) под командованием капитан-лейтенанта В. А. Ботылёва в качестве штурмового отряда новороссийского десанта совершил высадку на причалы в центральной части Новороссийского порта. Группа Ботылёва из 35 десантников, захватив здание клуба моряков, в течение пяти дней, без пищи, воды и при острой нехватке боеприпасов вела ожесточенную оборону в условиях окружения, несколько раз вызывая огонь береговой артиллерии на себя. За выдающуюся отвагу и роль в сражении за Новороссийск В. А. Ботылёв был награждён золотой звездой Героя Советского Союза.
В течение ночи 4 февраля высадилось ещё два отряда десантников из состава 31-го парашютно-десантного полка, таким образом, днём 4 февраля на пятачке оборонялось уже более 800 человек. Немцы оперативно отреагировали на высадку, по десанту вёлся непрерывный артиллерийский огонь, наносились бомбовые удары, было предпринято несколько попыток контратаковать и сбросить десант в море, но в первые сутки плацдарм удалось удержать. После того как советское командование убедилось в провале основного десанта, началась переброска войск на захваченный плацдарм. В течение пяти ночей на берег были высажены две бригады морской пехоты (255-я и 83-я), 165-я стрелковая бригада, 29-й истребительно-противотанковый полк, доставлено несколько сотен тонн снаряжения. Численность группировки войск была доведена до 17 тысяч, позже на плацдарме высадилось ещё пять партизанских отрядов.
Промедление с переносом основного места десантирования позволило немцам блокировать десант и сделало невозможным наступление на Новороссийск. Однако командование приняло решение удерживать захваченный плацдарм, чтобы использовать его впоследствии, в более благоприятных условиях. Малая земля рассматривалась как ключ к освобождению Таманского полуострова. С этой целью в период с 10 по 14 февраля на Малую землю были переброшены дополнительные силы — 51-я и 107-я стрелковые бригады, 897-й горнострелковый полк 242-й горнострелковой дивизии. В то же время произошла реорганизация управления — стрелковые части вошли в состав 16-го стрелкового корпуса (командир — полковник Г. Н. Перекрестов), а морская пехота и парашютисты — в состав 20-го стрелкового корпуса (генерал-майор А. А. Гречкин). С согласия Ставки ВГК руководство этими корпусами передавалось управлению 18-й армии (командующий — генерал-майор К. А. Коротеев, с марта 1943 года — генерал-лейтенант К. Н. Леселидзе), прибывшей 19 февраля из-под Краснодара. Сама армия стала именоваться десантной. 24 марта 16-й и 20-й стрелковые корпуса были объединены в группу десантных войск под командованием А. А. Гречкина.
Против советских войск действовали 73-я пехотная дивизия вермахта (генерал-лейтенант Рудольф фон Бюнау) и румынская 10-я пехотная дивизия. 5 февраля эта группировка была усилена 229-м егерским полком (из состава 101-й лёгкой пехотной дивизии) и 93-м моторизованным полком (из 13-й танковой дивизии), 8 февраля к ним присоединился 305-й гренадерский полк из 198-й пехотной дивизии. С 11 по 15 февраля под Новороссийск прибыла также 125-я пехотная дивизия.
Обороняющиеся находились в крайне невыгодных условиях, на открытой, отлично простреливающейся местности, в то время как противник владел всеми окружающими высотами. Поэтому оборона была возможна только за счёт проведения огромных по масштабу сапёрных работ, которыми руководил инженер-капитан Турбаевский Кирилл Иванович: вся занятая территория была изрыта траншеями, в том числе в скальном грунте, было оборудовано 230 скрытых наблюдательных пунктов и более 500 огневых точек, созданы подземные склады, командный пункт находился в скальном убежище на глубине шести метров. Доставка грузов и пополнения была по очевидным причинам затруднена, так что защитники Малой земли постоянно испытывали трудности со снабжением, в том числе боеприпасами и продовольствием. В написанной от имени Л. И. Брежнева книге «Малая земля» указано, что целые подразделения посылали в лес собирать дикий чеснок.
17 апреля противник предпринял попытку ликвидировать плацдарм. Для этого была создана ударная группа войск численностью 27 тысяч человек под командованием генерала пехоты Вильгельма Ветцеля (4-я горнопехотная дивизия, 73-я и 125-я дивизии). Наступление велось при поддержке авиации и тяжёлой артиллерии, бомбардировка велась практически непрерывно, авиация противника имела подавляющее численное превосходство. На море действовала специально созданная группа «Бокс», в которую входили торпедные катера и подводные лодки, на неё возлагалась задача перерезания коммуникаций и уничтожения отступающих советских войск. Основной удар наносился на стыке 16-го и 20-го советских стрелковых корпусов. В первые дни немцы начали теснить 8-ю гвардейскую стрелковую бригаду, продвинувшись на 1,5 км. Генерал-майор Гречкин стянул к месту прорыва 591-й стрелковый полк, 290-й полк НКВД, батальоны 51-й, 83-й, 111-й и 255-й бригад. Их силами 21 и 24 апреля были нанесены контрудары по флангам наступавшей группировки противника, после чего немецкое наступление остановилось. 29—30 апреля немецкие части были отведены на исходные позиции. Желая во что бы то ни стало сохранить плацдарм, командование выделило из резерва Ставки три авиационных корпуса (500 самолётов), обеспечивших превосходство в воздухе и нанесение бомбовых ударов по немецким позициям. Авиации удалось уничтожить два немецких аэродрома, после чего интенсивность бомбардировок Малой земли сразу же снизилась.
Бои на Малой земле продолжались ещё три с половиной месяца. 9 сентября началась операция по взятию Новороссийска, в которой плацдарм в районе Станички сыграл свою роль — с него наступала одна из трёх групп войск, обеспечивавших блокирование и захват города. К 16 сентября Новороссийск был освобождён. Эта дата считается также датой окончания обороны Малой земли, которая продлилась 225 дней.

## Малая земля в военнойисториографии

Д. А. Налбандян. «Л. И. Брежнев на Малой земле» (1975, ГРМ)

В 1970-х годах резко увеличилось внимание к боям на Малой земле, что было связано с именем Л. И. Брежнева, который в годы войны, будучи армейским политическим работником в воинском звании полковника и в должности начальника политотдела 18-й десантной армии, периодически находился на Малой земле.
Л. И. Брежневым была написана книга «Малая земля» — мемуары, относящиеся к периоду Великой Отечественной войны; её литературным редактором многими считается Аркадий Сахнин.
Пауль Карель так описал советский десант: «Всё шло не так… Царила полная неразбериха. Никто не знал, что произошло… Бойцы Куникова окопались поодиночке или маленькими группами и так бешено отовсюду стреляли, что у непосвященных складывалось впечатление, будто высадилась целая дивизия. Абсолютное незнание ситуации лишало немецкое командование твёрдости».

## Малая земля в культуре и искусстве
- Малая земля упоминается в некоторых отечественных кинофильмах.
- «Мала земля» (1973) — стихотворение украинского советского поэта Петра Ребро имеет такой эпиграф: «Фашисти називали малоземельців тричі коммуністами».
- Песня Александры Пахмутовой на стихи Николая Добронравова «Малая земля»[9].
- «Малая земля» (1949) — сборник военных рассказов Георгия Соколова[10].
- «Герои Малой Земли». — (М., 1957 — брошюрa изданa в серии «Из истории Советской Родины») : Автор брошюры — участник Великой Отечественной войны, доктор исторических наук Анато́лий Все́володович Фаде́ев.
- «Нас ждёт Севастополь» (1981) — военно-исторический роман Георгия Соколова.
- Межирицкий П. Я. «Товарищ майор» (О Герое Советского Союза Ц. Л. Куникове). — Политиздат, 1975.
- Гражданская оборона — песня «Поезд на Малую Землю» (1985).
- Брежнев Л. И. «Малая земля» (журнальный вариант — 1978 год). В одном томе с двумя другими книгами воспоминаний (восемь книг) Л. И. Брежнева опубликовано в 1983 году (ранее в выпуске журнала «Новый мир» № 1 за 1983 год опубликованы дополнительные главы мемуаров Брежнева).

## Музеи и памятники
- Об истории десанта можно узнать в Новороссийском государственном историческом музее-заповеднике, в котором представлены различные вещи, документы и три диорамы[11].
- В районе Мысхако находится мемориальный ансамбль.

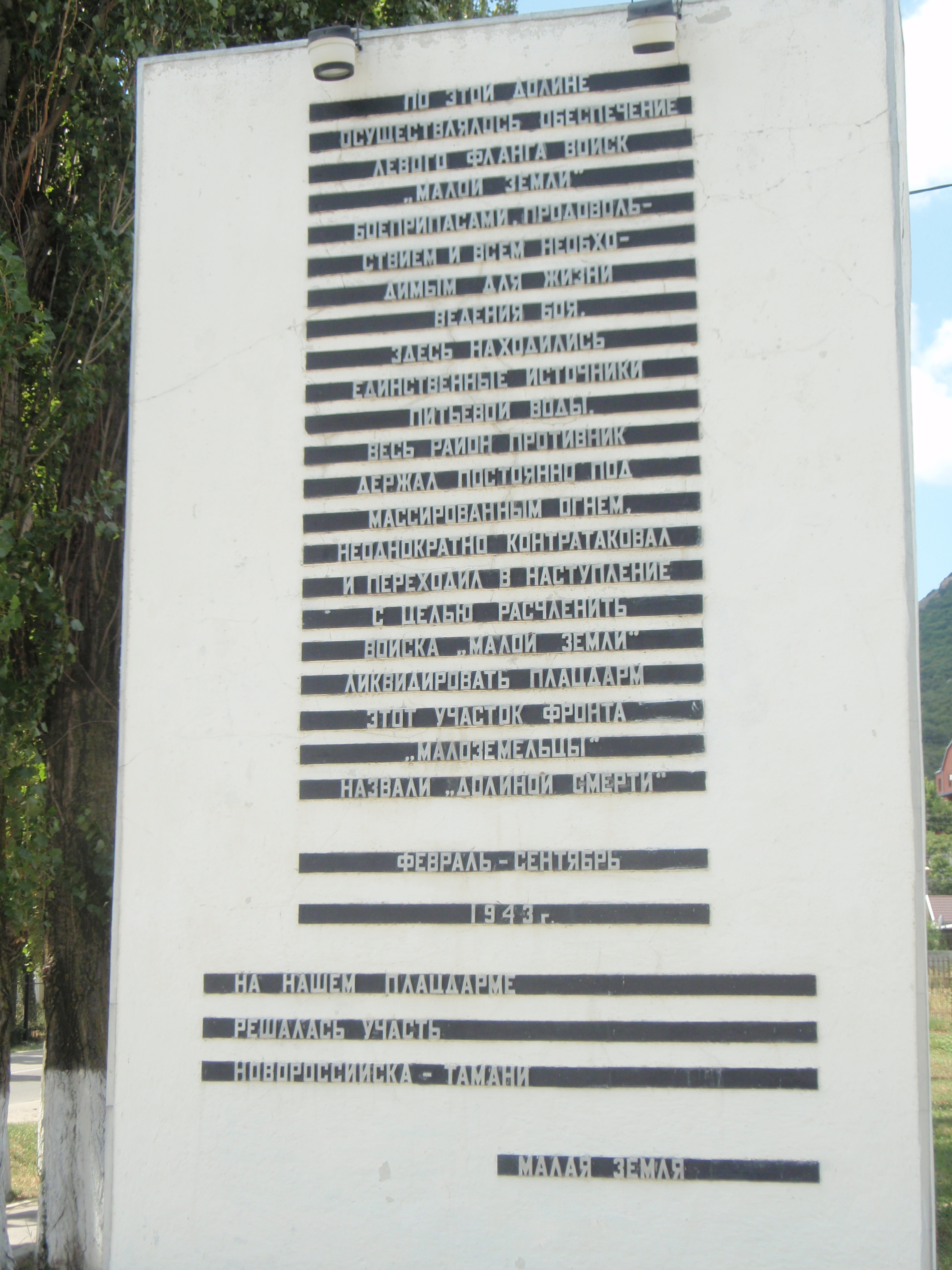
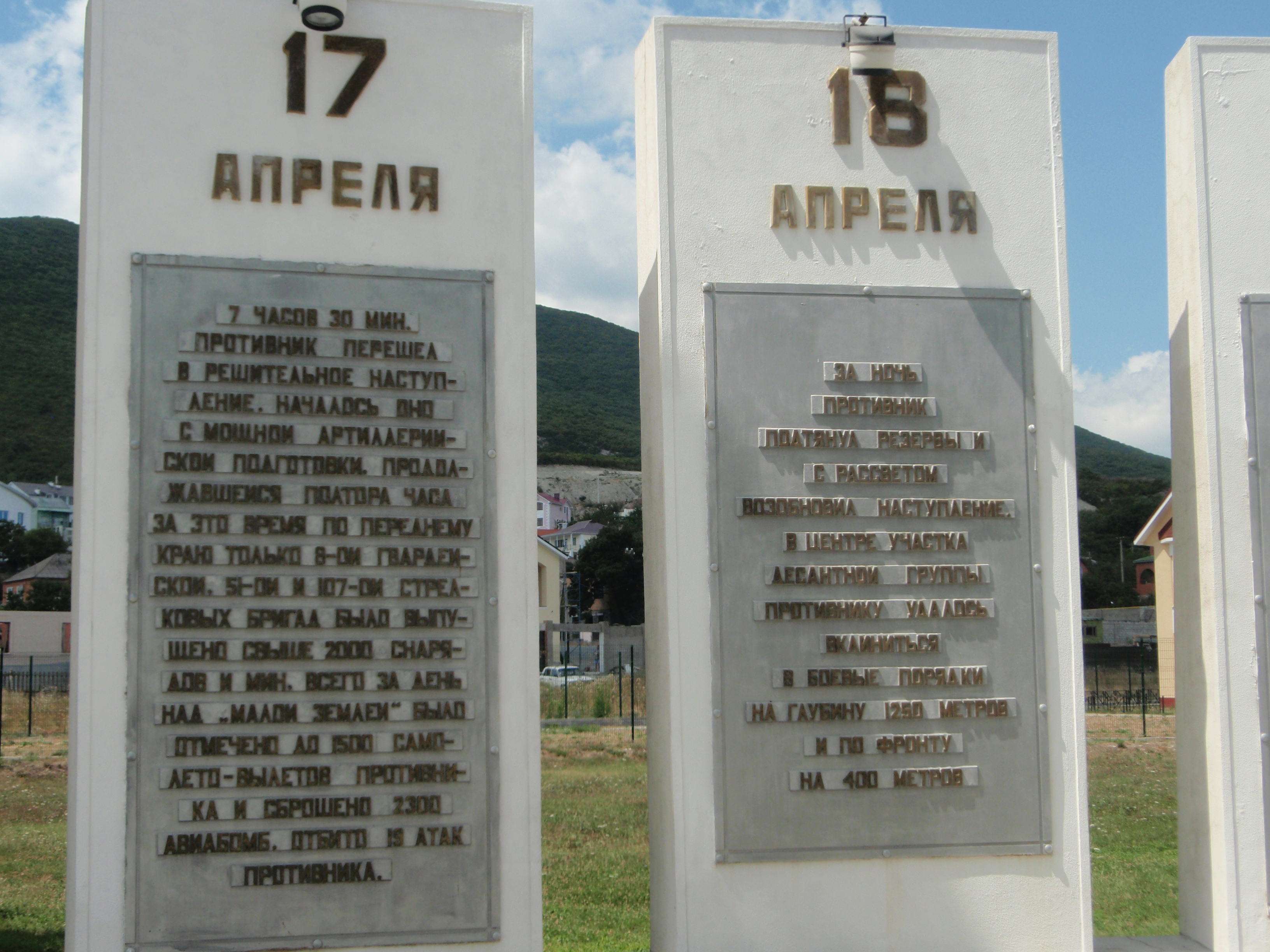
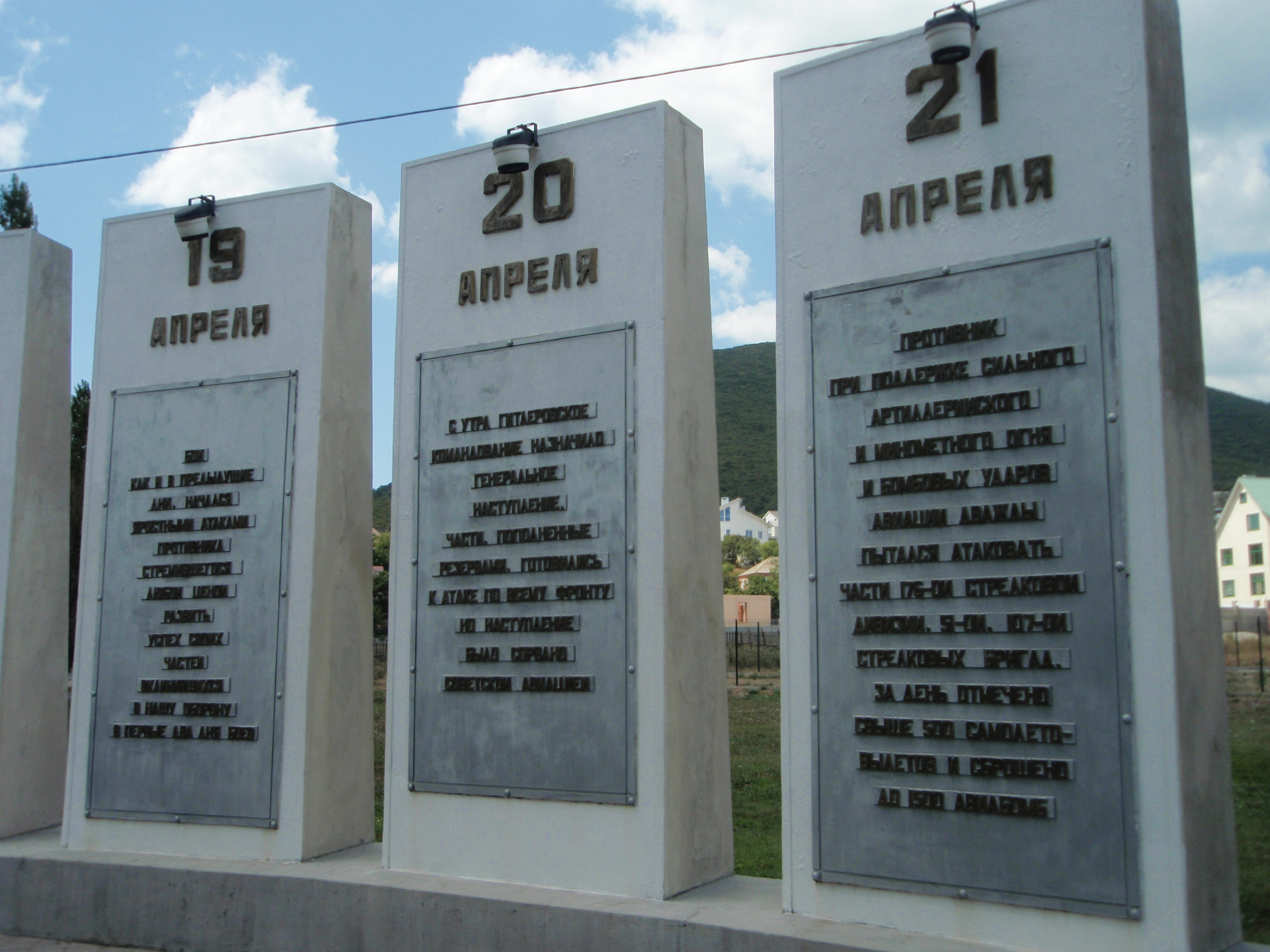
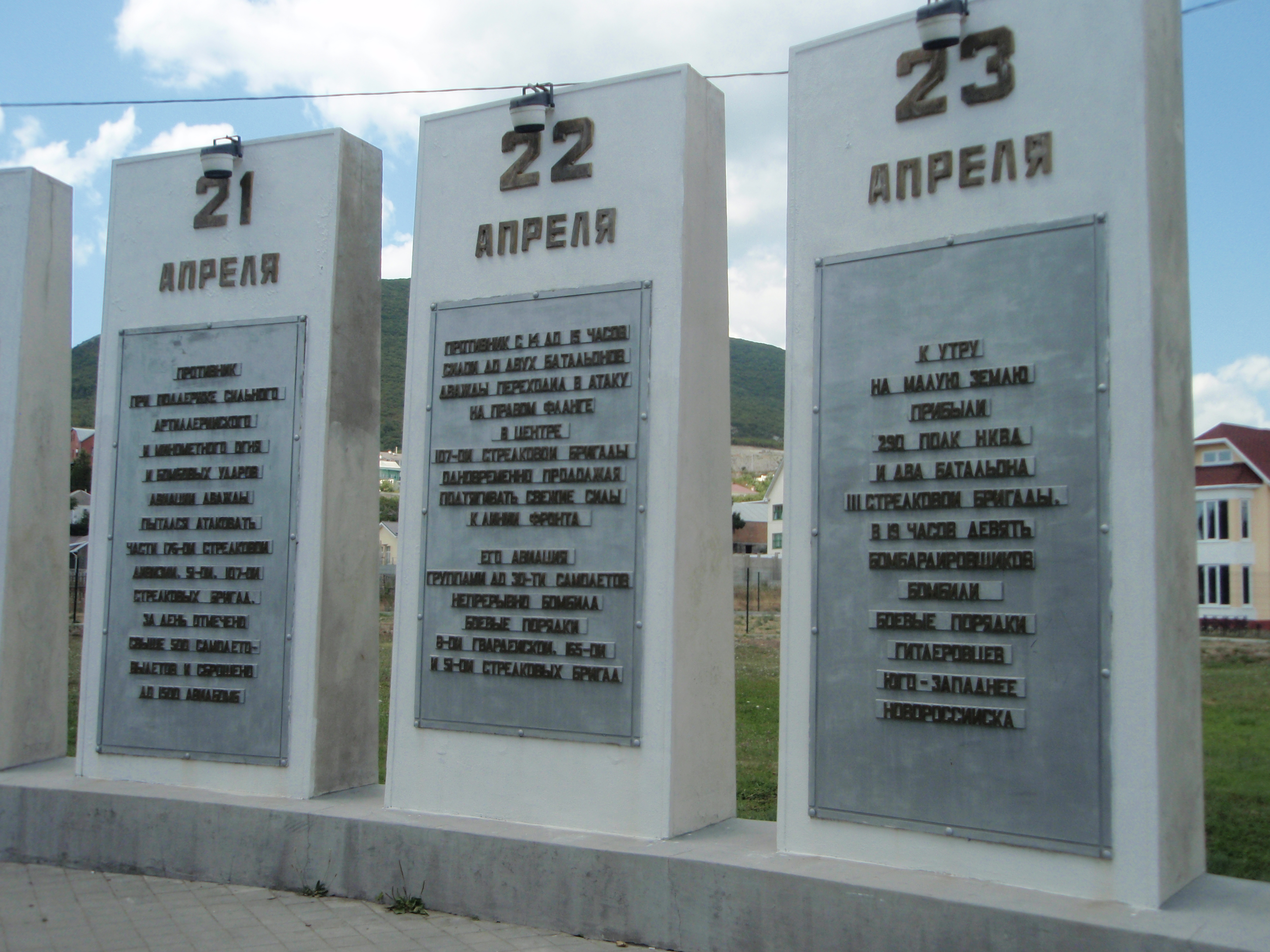
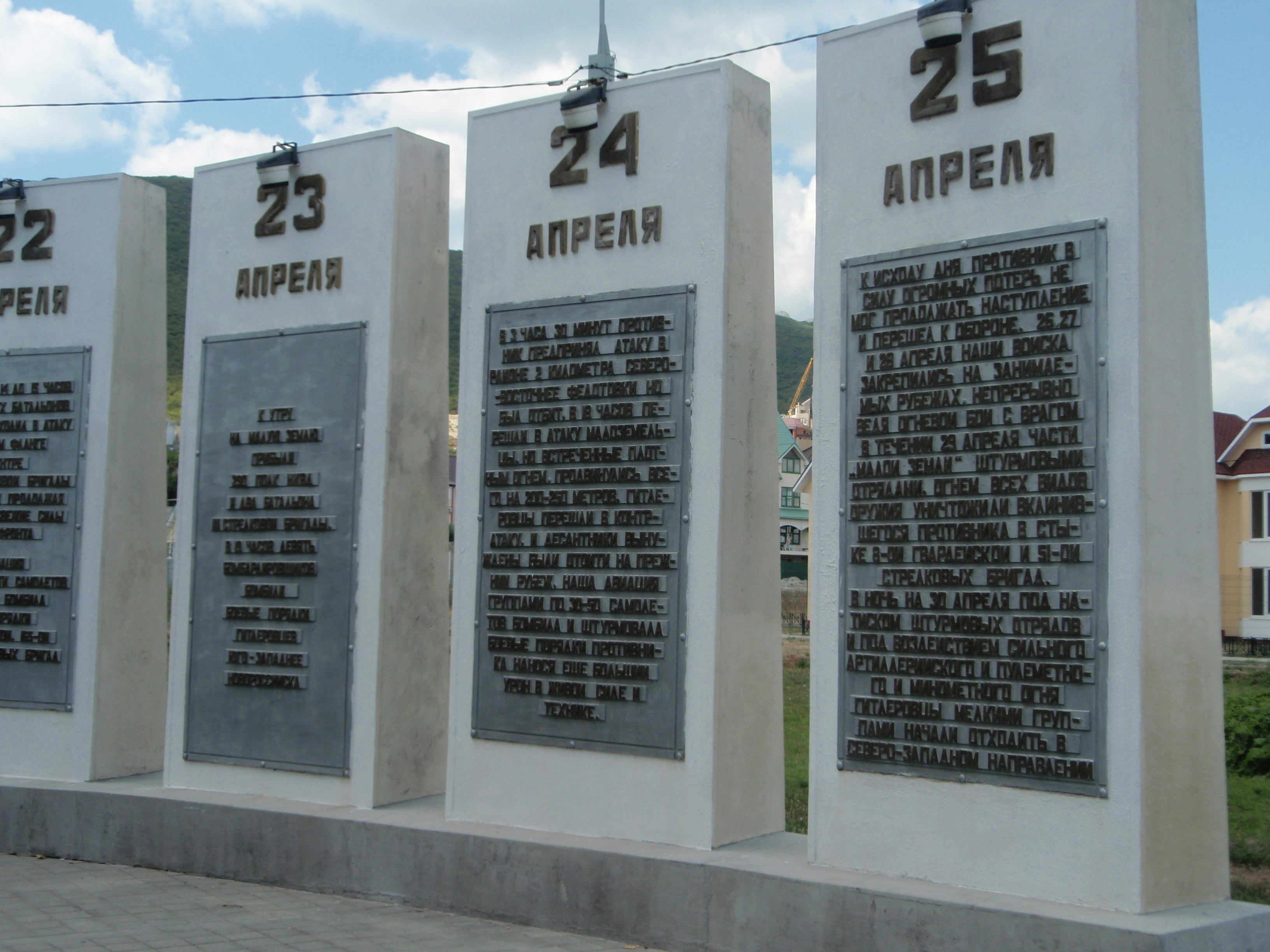
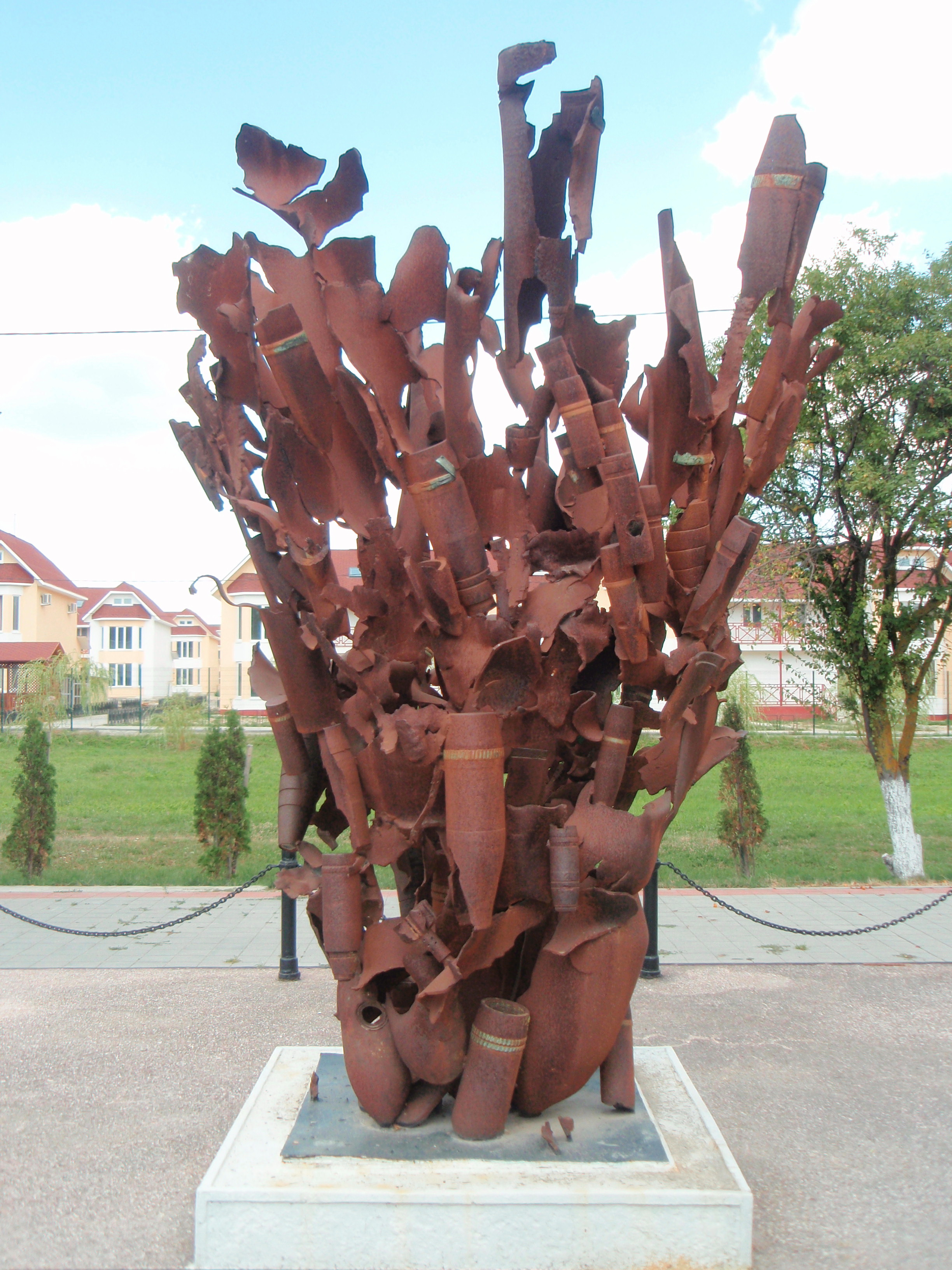
Мемориальное сооружение «Взрыв» у въезда в «Долину смерти» на Малой земле. Архитектор Г. Наджарян, 1974
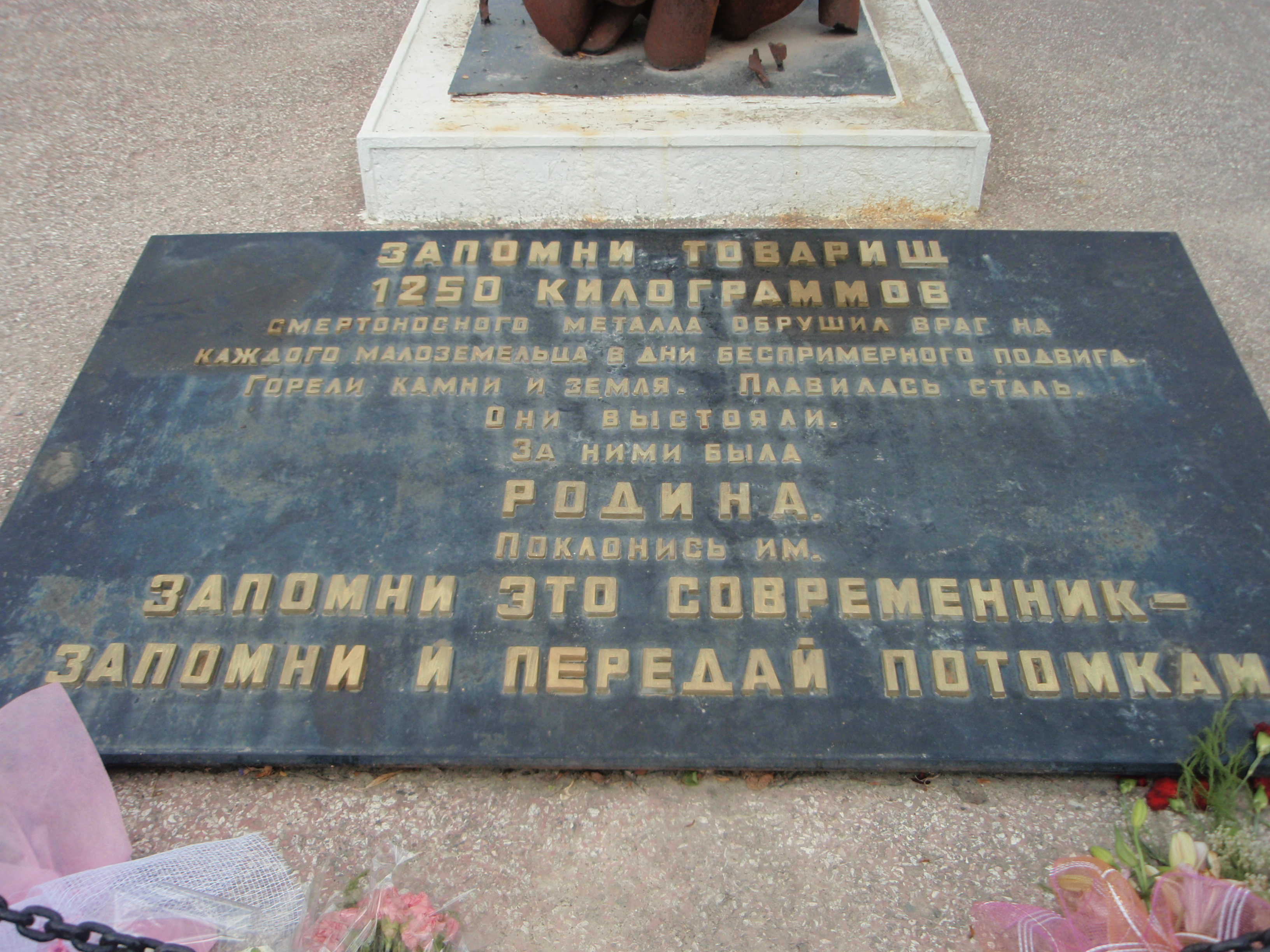
Памятник обороне переднего края Малой Земли в городе Новороссийск
Памятник «Малая Земля» в городе Новороссийске
Мемориал на месте высадки десанта
Мемориал на месте высадки десанта (вид спереди)
Композиция внутри мемориала (музей)